# Jakuszki
Jakuszki (ukránul: Яківське) falu Ukrajnában, Kárpátalján, a Munkácsi járásban.

## Népesség
A 286 tengerszint feletti magasságban fekvő Jakuszki falunak a 2001 évi népszámláláskor 335 lakosa volt.